# ピルビン酸デヒドロゲナーゼ複合体
ピルビン酸デヒドロゲナーゼ複合体（ピルビンさんデヒドロゲナーゼふくごうたい、Pyruvate dehydrogenase complex、PDC）とは、ピルビン酸をアセチルCoAに変換（ピルビン酸脱炭酸反応と呼ばれる）する3つの酵素の複合体である。アセチルCoAはクエン酸回路に送られて細胞呼吸に使われており、この複合体は解糖系とクエン酸回路とを繋げている。また、ピルビン酸脱炭酸反応は、ピルビン酸の酸化を必要とするためピルビン酸デヒドロゲナーゼ反応としても知られる。
このマルチ酵素複合体は、オキソグルタル酸デヒドロゲナーゼ(EC:1.2.4.2、2.3.1.61、1.8.1.4）と分岐鎖αケト酸デヒドロゲナーゼ複合体（EC:1.2.4.4）と構造的・機能的に関係がある。これらと合わせ３つを総称しKADH(α-ketoacid dehydrogenase) complexesと呼ぶことがある。

## 反応
ピルビン酸デヒドロゲナーゼ複合体の酵素反応；

## 構造と機能
ピルビン酸デヒドロゲナーゼ複合体は、真核生物のミトコンドリアのマトリックスに位置する。全部で60のサブユニットを含み、3つの機能性タンパク質を組織する。
| 酵素                                                     | 略称 | 補因子           | # サブユニット |
| -------------------------------------------------------- | ---- | ---------------- | -------------- |
| ピルビン酸デヒドロゲナーゼ (アセチル基転移) (EC 1.2.4.1) | E1   | チアミン二リン酸 | 24             |
| ジヒドロリポイルトランスアセチラーゼ (EC 2.3.1.12)       | E2   | α-リポ酸 CoA     | 24             |
| ジヒドロリポイルデヒドロゲナーゼ (EC 1.8.1.4)            | E3   | FAD NAD+         | 12             |

### ピルビン酸デヒドロゲナーゼ（E1）

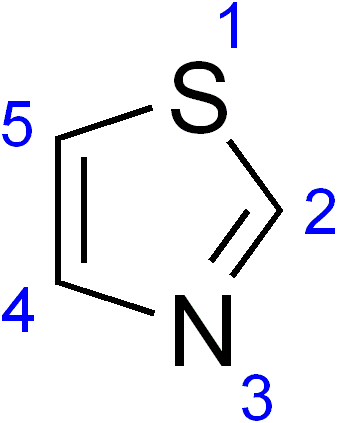
チアゾール環

始め、ピルビン酸とチアミン二リン酸（TPP）がピルビン酸デヒドロゲナーゼサブユニットに結合する。TPPのチアゾール環は双性イオンの型をとっており、C2炭素がピルビン酸のC2（ケトン）カルボニルに求核攻撃する。結果、脱炭酸しアシルアニオン相当の生成物を与える。このアニオンはリシン残基に結合しているα-リポ酸のS1に攻撃し、SN2機構で環が開いてS2の方はスルフィドまたはチオール基に変わる。続いて、TPP補因子を放出してリポ酸のS1にチオ酢酸が結合したS-アセチルジヒドロリポイルリシンが形成する。ピルビン酸デヒドロゲナーゼ触媒機構は、ピルビン酸デヒドロゲナーゼ複合体の律速過程である。

### ジヒドロリポイルトランスアセチラーゼ（E2）
リポ酸チオエステルの役割は、ジヒドロリポイルトランスアセチラーゼの活性部位での置換反応である。そこでは、リポ酸の「スイングアーム」からアシル基がCoAのチオールに置換する。ここで生成したアセチルCoAは複合体から放出されてクエン酸回路に入る。

### ジヒドロリポイルデヒドロゲナーゼ（E3）
ジヒドロリポ酸は複合体のリシン残基に結合したままジヒドロリポイルデヒドロゲナーゼの活動部位に移動してFADによる酸化を受ける。この反応でFADは還元されてFADH2となり、その後NAD+によって酸化されてFADに戻される。結果、NADHが生成する。